# 第18軍 (德國國防軍)
第18軍（德語：XVIII. Armeekorps）於1938年4月1日在奧地利薩爾茨堡成立，此時正值奧地利併入德國一個月之後。第18軍參加了波蘭戰役、入侵低地和法國的戰役，並在法國執行佔領任務。1940年11月1日，第18軍重組為第18山地軍（XVIII. Gebirgskorps.）。後第18軍被調往芬蘭、愛沙尼亞和東普魯士作戰直至戰爭結束。

## 历任军长
- 第18軍
  - 步兵上將欧根·拜爾（1938年4月1日–1940年6月[2]）
  - 中將赫曼·里特·馮·斯佩克（1940年6月-1940年6月15日[3]）
  - 山地兵上將弗朗茨·博梅（1940年6月15日–1940年11月1日）
- 第18山地軍
  - 山地兵上將弗朗茨·博梅（1940年11月1日–1942年10月）
  - 山地兵上將卡爾·埃格爾希爾（1943年12月10日－1944年6月23日）
  - 步兵上將弗里德里希·霍赫鮑姆（1944年6月23日–1945年5月）

## 戰鬥序列

### 下轄
- 1941年9月3日-第5山地师、第713步兵师、第164步兵师[4]
- 1942年8月12日-党卫军“北方”山地师、第7山地师、第163步兵师的部分
- 1944年5月20日-党卫军“北方”山地师、克劳特勒师、第7山地师
- 1944年9月16日-第7山地师、党卫军“北方”山地师
- 1945年3月1日-第32步兵师、第215步兵师

### 隸屬
| 日期   | 軍團     | 集團軍     |
| ------ | -------- | ---------- |
| 1939年 |          |            |
| 9月    | 第14軍團 | 南方集團軍 |
| 12月   | 第12軍團 | A集團軍    |
| 1940年 |          |            |
| 1月    | 第12軍團 | A集團軍    |
| 6月    | 第9軍團  | B集團軍    |
| 7月    | 第12軍團 | C集團軍    |
| 9月    | 第1軍團  | C集團軍    |